# ایشیکاوا کازوماسا
ایشیکاوا کازوماسا (به ژاپنی: 石川 数 正)(۱۵۳۴–۱۶۰۹) یکی از خدمتگزاران مشهور توکوگاوا ایه‌یاسو بود. او از دوران کودکی و از هنگامی که هر دو گروگان خاندان ایماگاوا بودند، به ایه‌یاسو خدمت کرده بود.

## زندگی‌نامه
کازوماسا، همچنین ایه‌یاسو را در محاصره ترابه ۱۵۵۸ و بعداً در محاصره مارونه همراهی کرد.
پس از سال ۱۵۶۰، وقتی ایه‌یاسو خاندان ایماگاوا را رها کرد، کازوماسا سپس یک ملازم ارزشمند برای او شد. در سال ۱۵۶۲، موفق شد ایماگاوا اوجیزانه را راضی کند تا خانواده ایه‌یاسو که نزد او گروگان بودند را آزاد کند.
وی در جنگ‌های زیادی در حمایت از ایه‌یاسو شرکت داشت. در سال ۱۵۷۹ پس از مرگ پسر ارشد ایه‌یاسو، ماتسودایرا نوبویاسو به‌جای وی ارباب قلعه یامازاکی شد.
تا سال ۱۵۶۷، اکثریت نیروهای دایمیو در ارتش‌های توکوگاوا در دو بخش، هر یک با یک فرمانده جداگانه سازماندهی شدند. کازوماسا بر نیروهای ۱۳ دایمیو-واسال توکوگاوا و همتای او، ساکای تاداتسوگو، فرماندهی نیروهای ۱۸ دایمیو-واسال را به عهده گرفت.
در سال ۱۵۷۳، او در نبرد میکاتاگاهارا و ۱۵۷۵ در نبرد ناگاشینو شرکت کرد.
پس از پیروزی تویوتومی هیده‌یوشی بر شیباتا کاتسوایه در سال ۱۵۸۳، ایه‌یاسو از طریق کازوماسا به هیده‌یوشی تبریک گفت. بر این اساس، کازوماسا و ساکاکی‌بارا یاسوماسا به دلیل تصمیم توکوگاوا، بیانیه‌هایی در مورد حمله به هیده‌یوشی صادر کردند. کازوماسا در سال ۱۵۸۴ در ستاد کوه کوماکی در طول لشکرکشی نبرد کوماکی و ناگاکوته خدمت کرد.
در سال ۱۵۸۵، کازوماسا، که از آنچه به عنوان مسیر مقاومت توکوگاوا در برابر تویوتومی هیده‌یوشی بسیار ناامید شده بود، بعداً طرف خود را به هیده‌یوشی تغییر داد. این باعث ناراحتی ایه‌یاسو شد که مجبور بود سازمان نظامی و سیاست‌های دفاعی خود را بازسازی کند، زیرا کازوماسا اطلاعات قابل توجهی در مورد سازمان توکوگاوا داشت.

## مرگ
پس از مرگ هیده‌یوشی و تأسیس شوگون‌سالاری توکوگاوا، کازوماسا و خانواده‌اش با محرومیت از خانواده خود مجازات شدند. سپس کازوماسا بعداً تصمیم گرفت تا بازنشسته شود و با پسرش ایشیکاوا یاسوناگا زندگی کند تا اینکه در سال ۱۶۰۹ درگذشت.